# Løsøre
Løsøre, indbo eller inventar er en betegnelse for alle genstande, som ikke er fast ejendom - og heller ikke tjenesteydelser. Løsøre kan derfor eksempelvis være cykler, træningsudstyr, værktøj, biler eller malerier.

## Historisk
Før 1926 har man i Danmark kunnet få sikring af rettigheder i løsøre, ved at disse blev registreret (tinglyst) i et løsøreregister.